# Бар'єрні острови

Бар'єрні острови і інший прибережний рельєф

Бар’єрні острови – це прибережні форми рельєфу та тип системи дюн, які являють собою винятково плоскі або грудкуваті ділянки піску, які утворюються під дією хвиль і припливів паралельно узбережжю материка.
Зазвичай вони з’являються ланцюжками, що складаються з будь-якої кількості островів або більше десятка. Вони можуть змінюватися під час штормів та інших дій, але поглинають енергію та захищають берегові лінії та створюють зони захищених вод, де можуть процвітати водно-болотні угіддя. Бар'єрний ланцюг може простягатися безперервно на понад сто кілометрів, за винятком приливних протоків, які розділяють острови, найдовшим і найширшим є острів Падре в Техасі.Іноді важлива вхідна протока може назавжди закритися, перетворюючи острів на півострів, таким чином створюючи бар’єрний півострів. Довжина і ширина бар'єрів і загальна морфологія бар'єрних берегів пов'язані з параметрами, включаючи діапазон припливів, енергію хвиль, подачу осаду, тенденції рівня моря та контроль фундаменту. Кількість рослинності на бар'єрі має великий вплив на висоту та еволюцію острова.
Ланцюги бар'єрних островів можна знайти вздовж приблизно 13-15% берегової лінії світу.[5] Вони відображають різні налаштування, що свідчить про те, що вони можуть формуватися та підтримуватися в різноманітних середовищах. Для пояснення їх утворення було запропоновано багато теорій.
Морська споруда, створена людиною паралельно березі, називається хвилерізом. З точки зору прибережної морфодинаміки, він діє подібно до природного бар’єрного острова, розсіюючи та зменшуючи енергію хвиль і течій, що вражають узбережжя. Отже, це важливий аспект берегової інженерії.

## Складові частини
Верхній берег
Берег — це частина бар’єру, де океан стикається з берегом острова. Сам бар’єрний острів відокремлює берегову поверхню від берегової частини та лагуни/приливної рівнини. Загальними характеристиками верхньої частини берега є дрібний пісок з мулом і, можливо, мулом. Далі в океан осад стає дрібнішим. Вплив хвиль у цій точці слабкий через глибину. Біотурбація є поширеним явищем, і багато скам’янілостей можна знайти у верхніх частинах берегових відкладень у геологічному літописі.
Середній берег розташований у верхньому берегу. Середній берег піддається сильному впливу хвиль через його глибину. Ближче до берега пісок середньозернистий, звичайні черепашкові уламки. Оскільки дія хвилі важча, біотурбація малоймовірна.
Нижня частина берега постійно зазнає впливу хвиль. Це призводить до розвитку осадових структур типу «ялинка» через постійний різний потік хвиль. Пісок більш крупний.
Прибережна зона — це територія на суші між припливом і відливом. Як і верхня частина берега, вона постійно зазнає впливу хвиль. Присутні перехресне шарування та ламінування, а також присутні більш грубі піски через високу енергію, присутню від удару хвиль. Пісок також дуже добре відсортований.
Берег завжди знаходиться над найвищою точкою рівня води. Тут також знаходиться берма, яка позначає межу між берегом і берегом. Тут важливий фактор, а не вода. Під час сильних штормів високі хвилі та вітер можуть доставляти та розмивати осад із берега.
Прибережні дюни, створені вітром, типові для бар'єрного острова. Вони розташовані у верхній частині берега. Дюни матимуть характеристики типових еолових вітряних дюн. Різниця полягає в тому, що дюни на бар’єрному острові зазвичай містять коріння прибережної рослинності та морську біотурбацію.
Лагуна і припливно-відливна рівнина розташована за дюнами і прибережною зоною. Вода тут нерухома, що дозволяє осідати дрібному мулу, піску і мулу. Лагуни можуть стати місцем для анаеробного середовища. Це дозволить утворювати велику кількість багатого органікою бруду. Поширена також рослинність.

## Місцезнаходження
Бар'єрні острови можна спостерігати на всіх континентах Землі, крім Антарктиди.

### Австралія
Затока Мортон на східному узбережжі Австралії та прямо на схід від Брісбена захищена від Тихого океану ланцюгом дуже великих бар’єрних островів. З півночі на південь це острів Брібі, острів Мортон, острів Північний Стредброк і острів Південний Стредброк (останні два були одним островом, поки шторм не створив між ними протоку в 1896 р.). Острів Норт-Стредброк — другий за величиною піщаний острів у світі, а острів Мортон — третій за величиною.
Острів Фрейзер, ще один бар’єрний острів, розташований за 200 км на північ від затоки Мортон на тій самій узбережжі, є найбільшим піщаним островом у світі.

#### Сполучені Штати
Бар’єрні острови найбільш помітні на східному узбережжі та узбережжі Мексиканської затоки Сполучених Штатів, де в кожному штаті — від Мен до Флориди (Східне узбережжя) і від Флориди до Техасу (узбережжя Мексиканської затоки) — є принаймні частина бар’єрного острова. Багато з них мають велику кількість бар’єрних острівців; У Флориді, наприклад, двадцять п’ять. Падре-Айленд, штат Техас, є найдовшим у світі бар’єрним островом; інші добре відомі острови на узбережжі Мексиканської затоки включають острів Галвестон у Техасі та острови Санібел і Каптіва у Флориді. На східному узбережжі є Маямі-Біч і Палм-Біч у Флориді; Острів Хаттерас у Північній Кароліні; Острів Ассатіг у Вірджинії та Меріленді; острів Абсекон в Нью-Джерсі, де розташований Атлантик-Сіті; і острів Джонс-Біч і острів Фаєр, обидва біля Лонг-Айленда в Нью-Йорку. Через скелястий берег і короткий континентальний шельф на тихоокеанському узбережжі Сполучених Штатів немає бар’єрних островів, але можна знайти бар’єрні півострови. Бар'єрні острови також можна побачити на узбережжі Арктики Аляски.

#### Канада
Бар'єрні острови також можна знайти в морській Канаді та інших місцях уздовж узбережжя. Хорошим прикладом є затока Мірамічі, Нью-Брансвік, де острів Портедж, а також острів Фокс і Хей захищають внутрішню бухту від штормів у затоці Святого Лаврентія.

#### Мексика
Мексиканське узбережжя Мексиканської затоки має численні бар’єрні острови та півострови.

#### Нова Зеландія
Бар'єрні острови більш поширені на півночі обох головних островів Нової Зеландії. До відомих бар’єрних островів у Новій Зеландії належать острів Матакана, який охороняє вхід у гавань Тауранга, і острів Кролик на південній частині затоки Тасман / Те Тай-о-Аорере. Дивіться також Boulder Bank Нельсон-Харбор нижче.

#### Європа
Бар’єрні острови можна спостерігати в Балтійському морі та є характерною рисою Ваттових островів, які простягаються від Нідерландів до Данії. Лідо-ді-Венеція та Пеллестріна є помітними бар'єрними островами Венеціанської лагуни, які протягом століть захищали місто Венеція в Італії. Пляж Чесіл на південному узбережжі Англії став бар'єрним пляжем.

## процеси

### Міграція та перемивання
Під час шторму рівень води може бути вищим, ніж на острові. Така ситуація може призвести до надмірного змивання, яке приносить пісок з передньої частини острова на верхню частину та/або на сушу. Цей процес призводить до еволюції та міграції бар’єрного острова.

### Концепція критичної ширини
Бар'єрні острівці часто формуються певної ширини. Термін «концепція критичної ширини» обговорювався з посиланням на бар’єрні острівці, надмірне змивання та змивні відкладення з 1970-х років. Концепція в основному стверджує, що процеси перемивання були ефективними для міграції бар’єру лише тоді, коли ширина бар’єру менша за критичне значення. Острів не звужувався нижче цих значень, оскільки перемивання було ефективним для транспортування осаду через бар’єрний острів, таким чином йдучи в ногу зі швидкістю опускання берегової лінії океану. Ділянки острова з більшою шириною зазнали змивних відкладень, які не досягли берега затоки, і острів звужувався через опускання берегової лінії океану, поки не досяг критичної ширини. Єдиним процесом, який розширив бар'єр понад критичну ширину, був прорив, утворення частково субаеральної мілини затоплення та подальше закриття входу. Для цього обговорення критична ширина бар’єру визначається як найменший розмір берега, який мінімізує чисті втрати осаду з острова бар’єру протягом визначеного терміну експлуатації проекту. Величина критичної ширини пов'язана з джерелами та поглиначами піску в системі, такими як об'єм, що зберігається в дюнах, і чистий транспорт піску на узбережжі та через берег, а також висота острова. Концепція критичної ширини важлива для великомасштабного відновлення бар’єрних островів, при якому острови реконструюються до оптимальної висоти, ширини та довжини для забезпечення захисту лиманів, заток, боліт і материкових пляжів.

## Теорії формування
Вчені запропонували численні пояснення утворення бар’єрних островів протягом понад 150 років. Існують три основні теорії: офшорний бар, наростання коси та занурення. Жодна теорія не може пояснити розвиток усіх бар’єрів, які широко поширені вздовж узбережжя світу. Вчені погоджуються з ідеєю, що бар'єрні острівці, включаючи інші типи бар'єрів, можуть утворюватися за допомогою ряду різних механізмів.
Здається, є деякі загальні вимоги до формування. Системи бар’єрних островів найлегше розвиваються на узбережжях, де переважають хвилі, з малим або помірним діапазоном припливів. Узбережжя класифікуються на три групи залежно від діапазону припливів: мікроприпливи, діапазон припливів 0–2 метри; мезотидальний, діапазон припливів 2–4 метри; і макроприливний, діапазон припливів >4 метрів. Бар'єрні острови, як правило, утворюються в основному вздовж узбережжя, де вони добре розвинені та майже суцільні. Вони рідше утворюються на мезотидальних узбережжях, де вони, як правило, короткі з поширеними приливними входами. Бар'єрні острови дуже рідкісні вздовж макроприливних узбереж. Поряд із невеликим діапазоном припливів і хвилями на узбережжі має бути відносно низький градієнт шельфу. Інакше накопичення піску в піщаній косі не відбуватиметься, а замість цього буде розпорошено по всьому березі. Велика кількість осаду також є необхідною умовою для формування бар’єрних островів. Останньою важливою вимогою для формування бар’єрного острова є стабільний рівень моря. Особливо важливо, щоб рівень моря залишався відносно незмінним під час формування та зростання бар’єрних островів. Якщо зміни рівня моря надто різкі, часу буде недостатньо, щоб дія хвиль накопичила пісок у дюні, яка згодом стане бар’єрним островом через аградацію. Утворення бар’єрних островів вимагає постійного рівня моря, щоб хвилі могли концентрувати пісок в одному місці.

### Теорія офшорних барів
У 1845 році француз Елі де Бомон опублікував звіт про утворення бар'єрів. Він вважав, що хвилі, що рухаються на мілководді, збивають пісок, який утворюється у формі підводного бруска, коли хвилі розбиваються, і втрачає значну частину своєї енергії. Коли бари розвивалися вертикально, вони поступово піднімалися над рівнем моря, утворюючи бар’єрні острови.

### Теорія аккреції коси
Американський геолог Гроув Карл Гілберт у 1885 році вперше стверджував, що бар’єрні відкладення походять із довгоберегових джерел. Він припустив, що осад, що рухається в зоні розриву через хвилювання в довгобережному дрейфі, утворить коси, що простягаються від мисів паралельно узбережжю. Подальше порушення коси штормовими хвилями утворило б бар'єрні острови.

### Банк Боулдер
Незвичайна природна структура в Новій Зеландії може дати ключ до процесів формування бар’єрних островів. Boulder Bank, біля входу в Нельсон-Хейвен на північному кінці Південного острова, є унікальною ділянкою скелястого субстрату завдовжки 13 кілометрів шириною в кілька метрів. Це не суто бар’єрний острів, оскільки він з’єднаний з материком одним кінцем. Банка Боулдер складається з гранодіориту з Маккей Блафф, який лежить неподалік від точки, де берег з’єднується з материком. Досі обговорюється, який процес чи процеси призвели до цієї дивної структури, хоча найбільш прийнятною гіпотезою є довгобережний дрейф. З 1892 року проводяться дослідження для визначення швидкості переміщення валунів. Швидкість руху верхнього шару гравію оцінюється в 7,5 метрів на рік.

## Екологічне значення
Бар’єрні острови є критично важливими для пом’якшення хвилювання океану та інших штормових подій для водних систем на материковій стороні бар’єрного острова, а також для захисту берегової лінії. Це фактично створює унікальне середовище з відносно низькою енергією, солонуватою водою. Залежно від навколишнього середовища в результаті таких умов можуть виникнути численні водно-болотні системи, такі як лагуни, лимани та/або болота. Вони, як правило, є багатими середовищами існування різноманітної флори та фауни. Без бар’єрних островів ці водно-болотні угіддя не могли б існувати; вони будуть знищені щоденними океанськими хвилями та припливами, а також океанськими штормами. Одним із найяскравіших прикладів є Луїзіанські бар’єрні острови.